# فيليب دي لانج
فيليب دي لانج (بالدنماركية: Philip de Lange)‏ هو مهندس معماري دنماركي، ولد في 1705، وتوفي في 1766.

## معرض صور

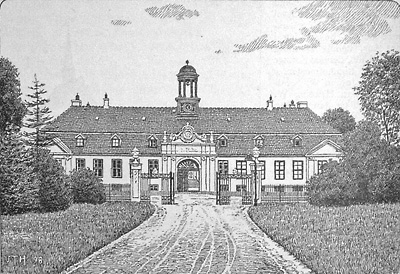
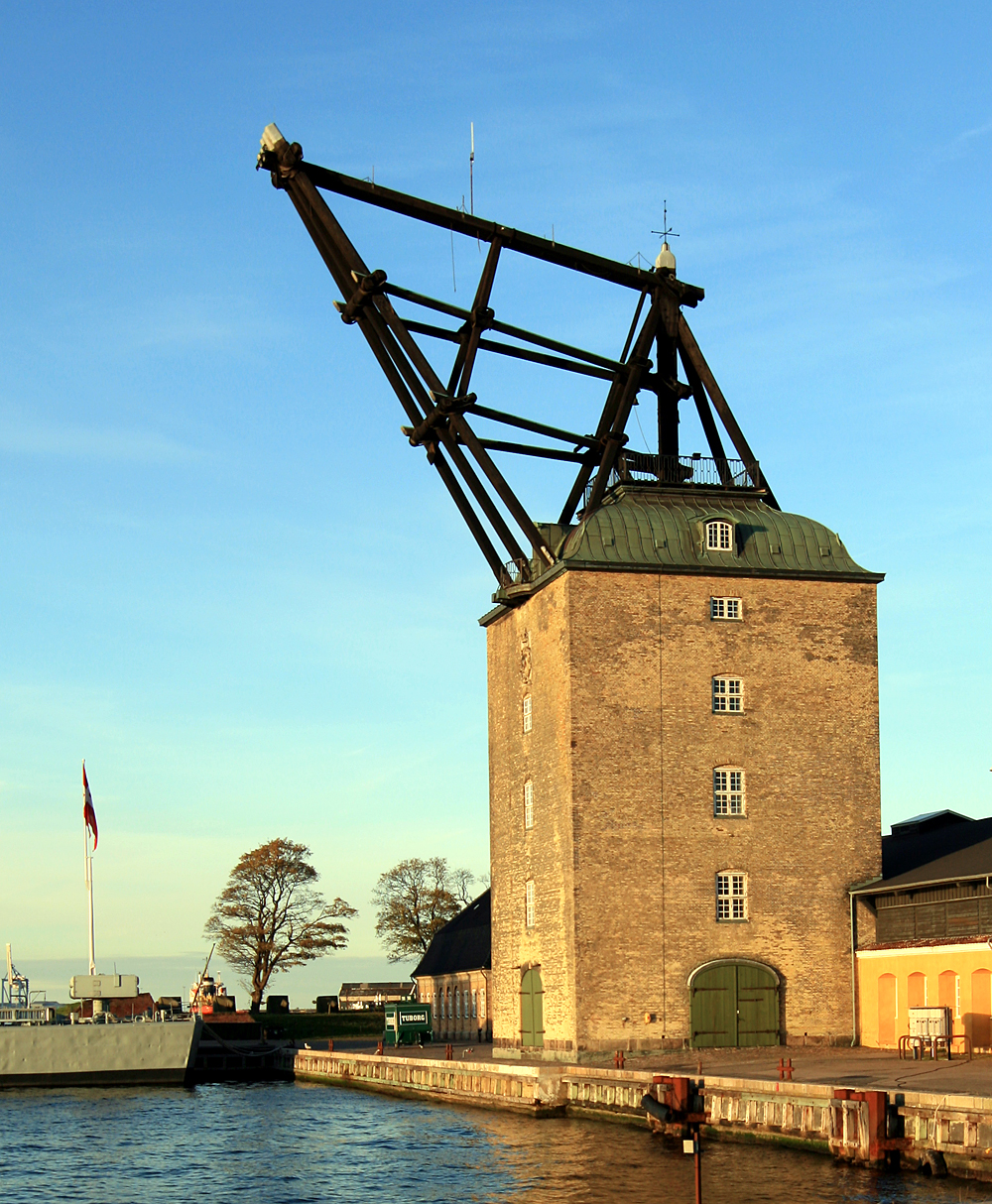
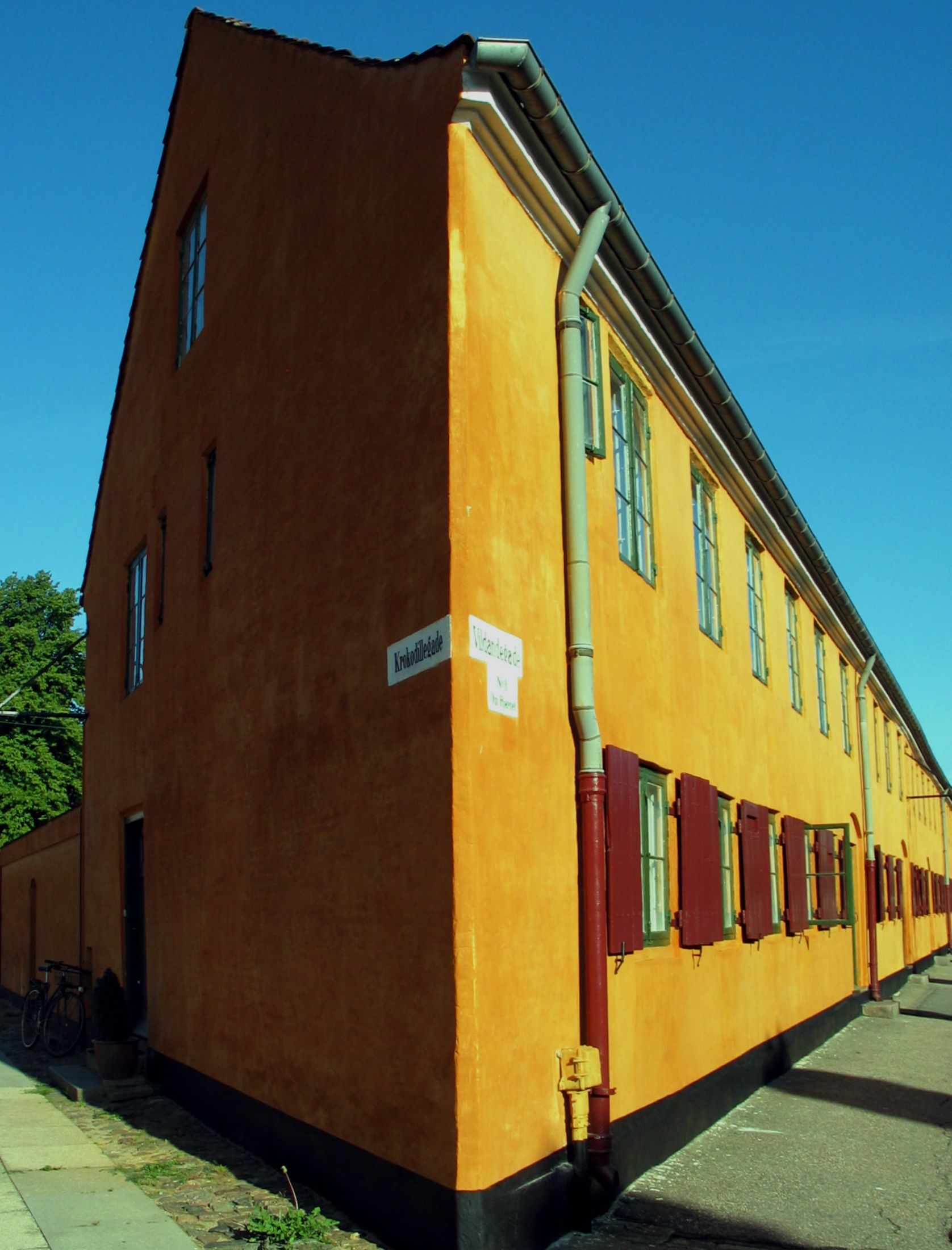
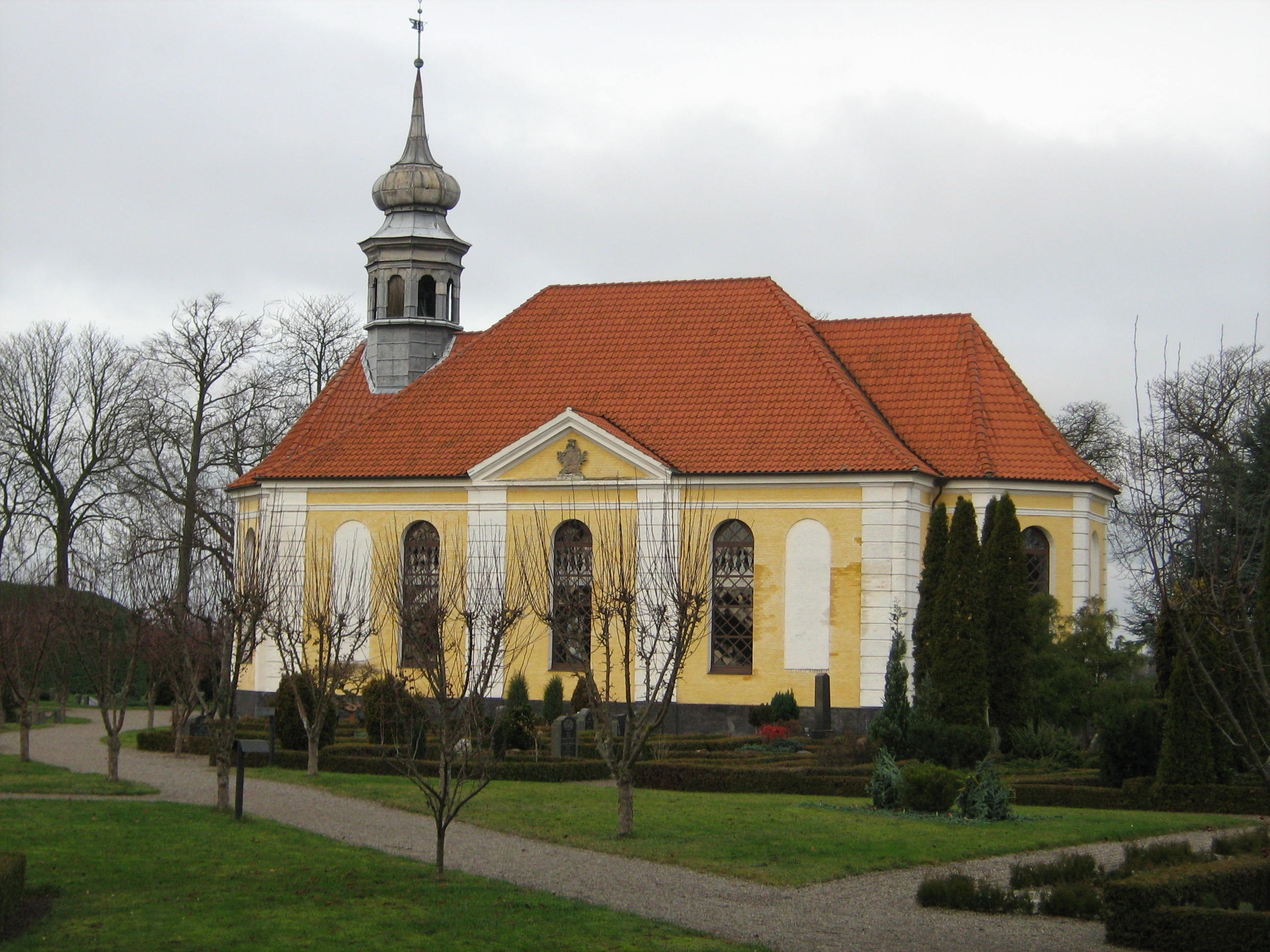